# مجلس شيوخ ديلاوير
مجلس شيوخ ديلاوير (بالإنجليزية: Delaware Senate)‏ هو مجلس شيوخ ولاية ديلاوير الأمريكية، يقع المقر الرئيسي له في Delaware Legislative Hall ‏، ويتكون من 21 مقعداً، وهو المجلس الأعلى في جمعية ديلاوير العامة ‏.

## طالع أيضًا
- جمعية ديلاوير العامة  [لغات أخرى]‏